# Sunset Pass
Sunset Pass (Brasil: A Pista do Criminoso) é um filme faroeste dos Estados Unidos de 1933 dirigido por Henry Hathaway e estrelado por Randolph Scott e Tom Keene.
Um segundo filme Sunset Pass, com uma duração de 64 minutos, foi lançado em 1 de outubro de 1946.

## Elenco
- Randolph Scott ... Ash Preshton
- Tom Keene ... Jack Rock / Jim Collins
- Kathleen Burke ... Jane Preston
- Harry Carey ... John Hesbitt
- Noah Beery ... Marshal Blake